# Barbatula samantica
Barbatula samantica е вид лъчеперка от семейство Balitoridae. Видът е застрашен от изчезване.

## Разпространение
Разпространен е в Турция.